# Fokker 70
Fokker 70 (Фоккер 70) — узкофюзеляжный двухдвигательный пассажирский авиалайнер, разработанный голландской фирмой Fokker для линий малой и средней протяжённости. Представляет собой уменьшенную версию самолёта Fokker 100.
Со дня первого полёта в 1993 году было построено 47 машин (включая 1 прототип). На террасе на крыше одного из терминалов в Схипхоле установлен настоящий Fokker 70, на борт которого можно подняться.

## Операторы
По состоянию на ноябрь 2017 года лайнеров эксплуатировали следующие авиакомпании:
- Alliance Airlines (16)
- Air Niugini (5)

28 октября 2017 года авиакомпания KLM Cityhopper прекратила эксплуатацию последних самолетов Fokker 70 в своем флоте.

## Лётно-технические характеристики
Технические характеристики
- Экипаж: 2 человека
- Пассажировместимость: до 80 человек
- Грузоподъёмность: 5 670 кг
- Длина: 30,91 м
- Размах крыла: 28,08 м
- Высота: 8,51 м
- Максимальная ширина фюзеляжа: 3,3 м
- Площадь крыла: 93,5 м²
- Масса пустого: 33 565 кг
- Нормальная взлётная масса: 36 740 кг
- Максимальная взлётная масса: 41 730 кг
- Масса топлива во внутренних баках: 10 731 кг

 
Размеры пассажирской кабины
- Длина: 27.88 м
- Максимальная ширина: 3,1 м
- Максимальная высота: 2,01 м

Лётные характеристики
- Максимальная скорость: 856 км/ч
- Крейсерская скорость: 800 км/ч
- Практическая дальность: 3 350 км (80 пассажиров)
- Практический потолок: 10 668 м